# Редут (береговой ракетный комплекс)
«Реду́т» (индекс НАТО SS-C-1 Sepal) — советский береговой ракетный комплекс с дальностью стрельбы 25—460 км (в зависимости от высоты полёта). Предназначался для уничтожения всех типов надводных кораблей. «Редут» создан в 1962 году в соответствии с Постановлением СМ СССР № 903—378 от 16 августа 1960 года на базе оперативно-тактической противокорабельной ракеты П-35 и производился до 1983 года. 11 августа 1966 года «Редут» официально был принят на вооружение Береговых войск ВМФ СССР. По состоянию на 2016 год комплексы «Редут» все ещё находятся на вооружении Береговых войск ВМФ России. Разработкой комплекса занимался ОКБ-52 под руководством Владимира Челомея.
БРК снаряжался ракетой П-35Б диаметром 1 метр, длиной 9,5 м и стартовой массой 4400 кг. Самоходная установка СПУ-35Б при массе в 21 тонну передвигалась по шоссе со скоростью 40 км/ч с запасом хода 500 км. Расчёт состоит из 5 человек.
Комплекс может принимать сигналы целеуказания с самолётов Ту-95Д, Ту-16Д и вертолётов Ка-25Ц.

## Состав
Состав комплекса:
- самоходная пусковая установка СПУ-35Б на шасси БАЗ-135МБ массой 18 тонн;
- машины с системой управления «Скала» (4Р45);
- буксируемая РЛС (как правило «Мыс» различных модификаций);
- транспортно-заряжающая машина (ТЗМ).

Организационно дивизион «Редут» состоял из стартовой батареи по 4 СПУ-35Б с ракетой П-35Б (4К44) «Прогресс»;  4 ТЗМ на шасси УРАЛ-375, батареи управления, технической батареи, подразделений управления и обеспечения. В состав соединения как правило входили оба БРК:  дивизион «Редут» (Дальний) и дивизион «Рубеж» (Ближний), и какой-либо артиллерийский комплекс, что позволяло эшелонировать рубежи поражения.

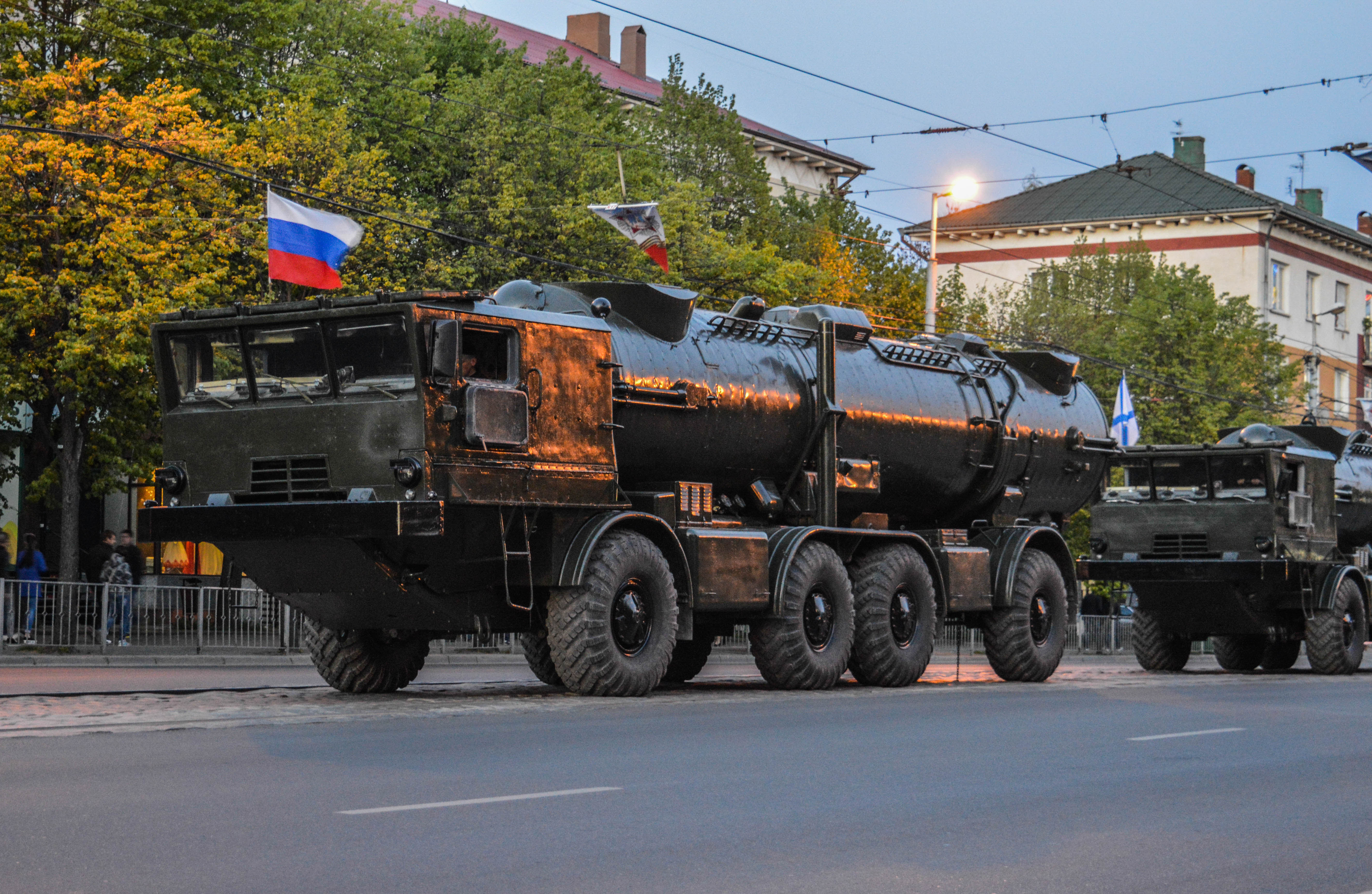
Редут на репетиции парада в Калининграде.

## Операторы

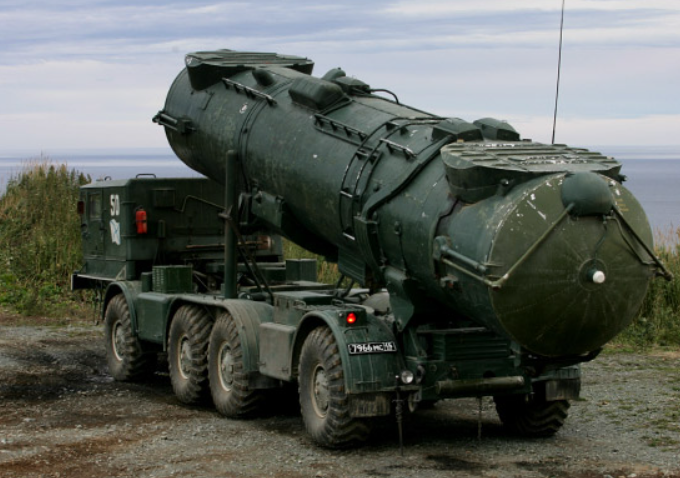
БРК Редут. Черноморский флот. 2011 год

- Ангола — некоторое количество, по состоянию на 2017 год[7].
- Россия — около 8 ПУ[8], по состоянию на 2022 год[9].
- Сирия — некоторое количество, по состоянию на 2017 год[10].
- Вьетнам — некоторое количество, по состоянию на 2017 год[11].

## Бывшие операторы
- Болгария